# 李煕斗
李 煕斗（イ・ヒドゥ、1869年7月16日（同治8年6月8日） - 1925年（大正14年）6月21日）は、大韓帝国軍及び大日本帝国陸軍の軍人。本貫は全義李氏。

## 生涯
開国504年（1895年）に日本へ留学し、5月に成城学校に入学して1896年1月に卒業すると、続けて1897年7月に陸軍士官学校第8期特別課程を修了した。陸軍戸山学校に入学し、1898年10月に戦術科を卒業。在学中の1898年8月、大韓帝国陸軍副尉（中尉）に任命。戸山学校卒業後は歩兵第3連隊に見習士官として服務。光武2年（1898年）に陸軍特別大演習を参観後、日本政府から勲六等瑞宝章を授与された。帰国した後、1899年8月から1903年6月まで韓国陸軍武官学校教官と陸軍武官学校学生隊長兼元帥府検査局副長を務めた。1899年11月に陸軍正尉（大尉）、1900年9月に陸軍参領（少佐）に進級。以降も、日本政府からは光武5年（1901年）11月と光武6年（1902年）11月に特別大演習を参観した後、勲四等瑞宝章と勲四等旭日章を授与され、日本陸軍と親密な関係を築くようになった。
1904年2月、日露戦争が勃発すると、4月に日本軍隊接待委員長を務めて日本軍に宿営地を提供するなど戦争に協力し、このような功労から1908年11月に日本政府から勲二等瑞宝章を授与された。
1904年8月、軍制議定官に任命され、9月に陸軍副領（中佐）に進級して陸軍研成学校校長を務めた。1905年4月、陸軍正領（大佐）となり、6月に軍部大臣官房長を兼任。同年12月には陸軍参将（少将）に進級して軍部協弁に任命され、陸軍研成学校校長を兼職した。1906年1月に棉花栽培協会評議員、10月に大同倶楽部委員を務めた。
光武11年（1907年）に一進会に加入し、忠州支部長を務めながら反日義兵抗争に対する弾圧や日韓併合条約締結等を積極的に推進した。同年1月、軍人倶楽部発起人として参与。7月に懲戒を受け参将を免官されるが、8月に再び参将となり軍部附に配属され勤務した。
1908年6月、陸軍武官学校校長。同年9月、武徒器械体育部発起人として参加。
1909年7月、軍人と軍属を管轄するための親衛府が設置されると親衛府武官に任命。同年11月、大韓興業会社特別賛成員。
合併後の1910年8月、李王宮の守備と儀仗を主任務とする朝鮮歩兵隊に配属。
1911年4月、日本政府から年俸2500円を受け、1912年8月に韓国併合記念章を受章。
1915年1月、開城で行われた野外戦術現地講話に趙性根参将と共に参席。同年5月、始政五年記念朝鮮物産共進会の正会員として寄付金を出した。同年11月、大正天皇即位大礼記念章を受章。
1919年3月、高宗の国葬で柩側陪従将校を務め、10月に京城ホテルで開かれた伊藤博文死亡10年祭に趙東潤副将と共に参席。
1920年（大正9年）4月26日、勅令第118号が発せられた事により、朝鮮軍人たる陸軍参将から一般の陸軍少将に転じ、朝鮮軍司令部に配属された。正五位に敍位し、勲二等旭日重光章を授与された。同年5月、朝鮮軍司令部で開かれた朝鮮軍管下団隊長会議に趙東潤、李秉武、趙性根と共に参席。

## 栄典
- 1925年（大正14年）5月15日 - 従四位[4]

## 死後の評価
2005年に民族問題研究所で親日人名辞書に収録する為に整理した親日人名辞書収録予定者1次名簿と、翌2006年に発表された親日反民族行為 106人名簿に選定された。